# Вилађо Санта Марија (Ријети)
Вилађо Санта Марија (итал. Villaggio Santa Maria) је насеље у Италији у округу Ријети, региону Лацио.
Према процени из 2011. у насељу је живело 207 становника. Насеље се налази на надморској висини од 385 м.